# (12766) Paschen
(12766) Paschen (1993 VV4) – planetoida z pasa głównego asteroid okrążająca Słońce w ciągu 5,31 lat w średniej odległości 3,04 j.a. Odkryta 9 listopada 1993 roku.